# ۳ بهادر: تنبیه بابا بالام
۳ بهادر: تنبیه بابا بالام یک فیلم سه‌بعدی پویانمایی ساخت پاکستان است.

## صداپیشگان
- سلمان شهید در نقش بابا بالام
- زهاب خان
- هنزله شهید
- آریشا رازی
- بهروز سبزواری
- احمد علی بت
- علی گل پیر
- فهد مصطفی
- مصطفی چنگیزی
- ثروت پاکستانی